# ダニエル・ホイヤー・フェルナンデス
ダニエル・ホイヤー・フェルナンデス（Daniel Heuer Fernandes，1992年11月13日 - ）は、ドイツ・ボーフム出身のサッカー選手。ハンブルガーSV所属。ポジションはGK。

## 経歴

### クラブ
地元クラブであるVfLボーフムのアカデミー出身、一度ボルシア・ドルトムントのアカデミーに移籍したが、1年後にボーフムに復帰した。2011-12シーズンからプロ契約を結んだが、トップチームでの出番はなくリザーブ暮らしが続いた。
2013-14シーズンから3部のVfLオスナブリュックに移籍した。2013年7月21日のケムニッツFC戦でプロデビュー。 2015年5月、2.ブンデスリーガのSCパーダーボルン07に移籍。
2016-17シーズンからSVダルムシュタット98に移籍 。第6節ヴェルダー・ブレーメン戦で負傷したミヒャエル・エッサーに代わりブンデスリーガデビュー。
2019年5月31日、ハンブルガーSVに移籍することが発表された。

### 代表
ドイツ生まれながら父親がポルトガル人であるため、ポルトガル代表を選択した。U-21代表歴がある。